# Megachile pagosiana
Megachile pagosiana är en biart som beskrevs av Mitchell 1934. Megachile pagosiana ingår i släktet tapetserarbin, och familjen buksamlarbin. Inga underarter finns listade i Catalogue of Life.